# むさし野詩人
『むさし野詩人』（むさしのしじん）は、1977年1月15日に発売された野口五郎の22枚目のシングルである。

## 概要
歌詞に「むさし野公園」が登場するが、府中市・小金井市に跨がる「武蔵野公園」を直接指しているのでは無く、武蔵野市・三鷹市の両境にある「井の頭恩賜公園」をイメージした架空の公園と解されている。

## 収録曲
- 全曲作詞：松本隆／作曲：佐藤寛／編曲：筒美京平

1. むさし野詩人
2. さよなら綴り